# شهرستان پنگیانگ
شهرستان پنگیانگ (به لاتین: Pengyang County) یک منطقهٔ مسکونی در چین است که در گویوان واقع شده‌است.